# Gerhauß
Gerhauß oder Gerhaus ist ein weiblicher Vorname.

## Herkunft und Bedeutung
Der Vorname Gerhauß war im Mittelalter in Bayern verbreitet. In Bamberg war der Name zwischen 1323 und 1348 auf Platz 7–10 der häufigsten weiblichen Vornamen, im Zeitraum 1481–1497 auf Platz 7.
Der erste Teil des Namens ist das Namenselement ger „Speer“, das auch in Gertrud oder Gerhard auftritt. Der zweite Teil des Namens hauß ist nicht erklärt.